# روبرت غيلبين
روبرت غيلبين (بالإنجليزية: Robert Gilpin)‏ هو عالم سياسة واقتصادي وأستاذ جامعي أمريكي، ولد في 2 يوليو 1930، وتوفي في 20 يونيو 2018 في واتربوري في الولايات المتحدة.